# Tanaka Ogeretsu
Ogeretsu Tanaka (おげれつ たなか Ogeretsu Tanaka?,  Prefectura de Osaka, Japón, 3 de julio) es una mangaka japonesa, principalmente conocida por sus mangas de género yaoi. Algunas de sus obras más conocidas son Yarichin Bitch Club y Escape Jouney. En marzo de 2018, se anunció que Yarichin Bitch Club sería adaptada a dos OVAs. Utiliza el seudónimo de Tanaka Marumero (たなか マルメロ?) cuando publica manga no yaoi.

## Obras

### Mangas
- Yarichin Bitch Club (2012-presente), 5 volúmenes
- Sabita Yoru Demo Koi wa Sasayaku (2014), 1 volumen
- Sayonara Futaribocchi Renai Shinsho (2014), 2 capítulos
- Reversible (2014), 1 one-shot
- Gesu BL (2014), 1 volumen
- Koi to wa Baka de Aru Koto da (2014), 1 volumen
- Dokuzetsu no S na Ore ga Jimi Riman ni Kuwaresou Desu (2014), 1 one-shot
- Chi-chan to Eno-kun (2014), 1 one-shot
- Escape Journey (2015) 3 volúmenes
- Seventeen Maple (2015), one-shot
- Hadakeru Kaibutsu (2015), 2 volumenes
- Renai Rubi no Tadashii Furikata (2015), 1 volumen
- Neon Sign Amber (2015), 1 volumen
- Narrow - Place Collection (2015), 1 volumen
- Koi ga Odoru New Town (2015)
- Azami (2015), 1 one-shot
- Yarichin Bitch Bu dj - Wa! (2015)
- Lonely to Organdy (2016), 1 volumen
- Sweet Sweet (2017), one-shot
- Oretachi Magikou Destroy (2017-presente), 2 volúmenes

### DJs
- Kuroko no Basuke dj - Sunnyside Laiday (2012)
- Kuroko no Basuke dj - Ambiauousy (2012)
- Kuroko no Basuke dj - Ideal Boyfriend (2012)
- Kuroko no Basuke dj - Sunny Syrup (2013)
- Kuroko no Basuke dj - Perfect Copy! (2013)
- Kuroko no Basuke dj - Kurobasu + Kareshi (2013)
- Kuroko no Basuke dj - Kanashii Mamono (2013)
- Kuroko no Basuke dj - HM Bitch! (2013)
- Kuroko no Basuke dj - Boku no Moumoku wa Kimi ni Mienai (2013)
- Kuroko no Basuke dj - Caramel Ribbon ga Hodokeru Mae ni (2013)
- Kuroko no Basuke dj - Alice in Blue (2013)